# Raúl González (bokser)
Raúl González Sánchez (ur. 5 czerwca 1967) – kubański bokser wagi muszej. W 1992 roku na letnich igrzyskach olimpijskich w Barcelonie zdobył srebrny medal. Zdobył również srebrny medal igrzysk panamerykańskich w Mar del Plata.